# Croissy-sur-Celle
Pour les articles homonymes, voir Croissy.
Croissy-sur-Celle est une commune française située dans le département de l'Oise, en région Hauts-de-France. Au début du XIXe siècle, la commune portait le nom de Croissy.

## Géographie

### Description

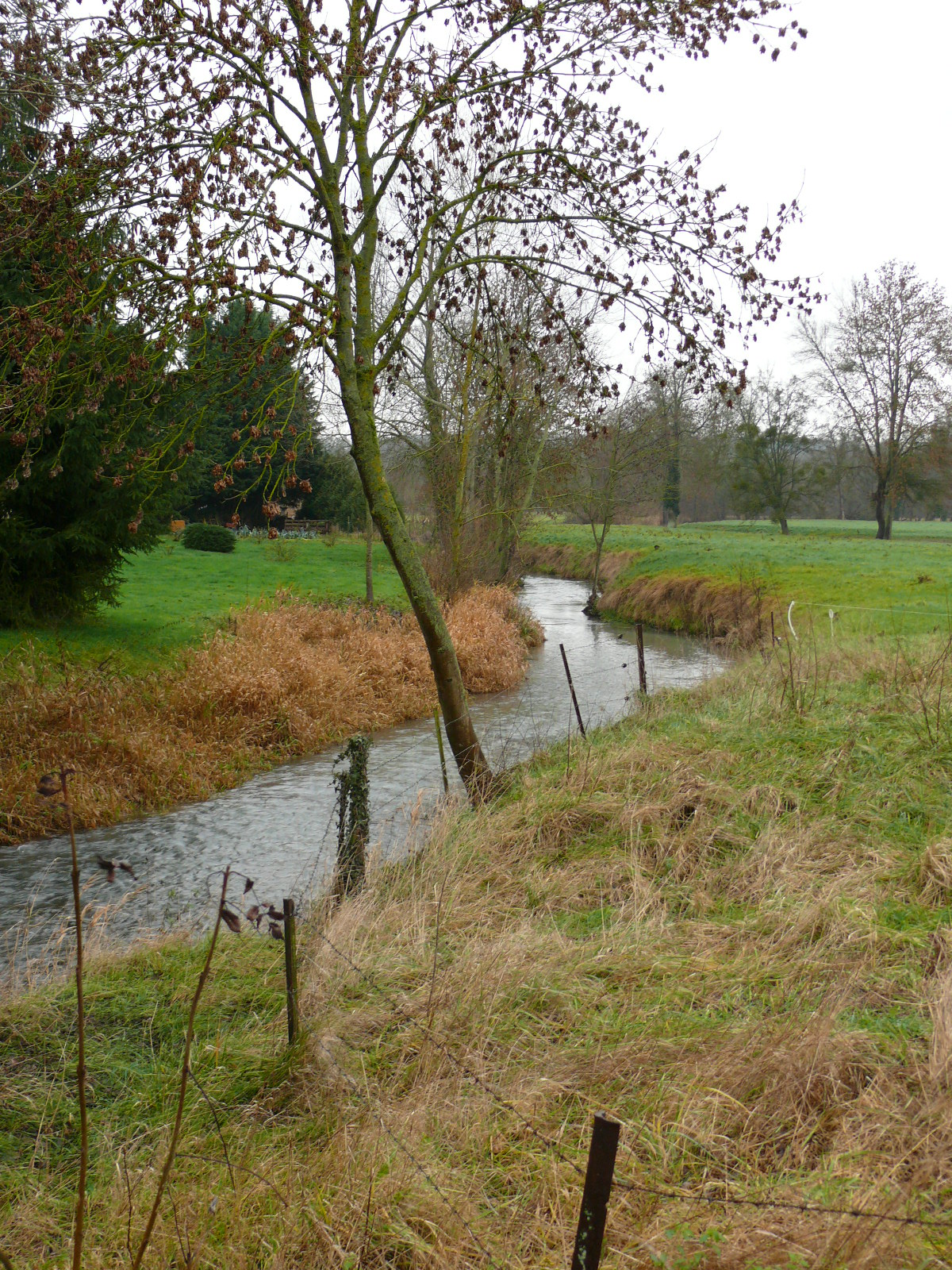
La Selle.

Ce village rural et agricole du nord-ouest du département de l'Oise est situé dans la vallée de la Selle (ou Celle) qui la baigne.
Il est situé sur la route (RD 106 et RD 206) reliant Beauvais à Amiens, sensiblement à mi- distance de ces deux villes. Le diffuseur  16 (Hardivilliers) de l'autoroute A16 est situé à une dizaine de kilomètres de Croissy.
Louis Graves indiquait en 1836 que « le territoire qui a sa principale dimension de l'ouest à l'est, est divisé dans le sens opposé par la vallée de la Selle, par un ravin descendant de Blanc fossé et un autre ravin à la limite occidentale.
Le chef-lieu est sur le, bord de la Selle, très-près du département de la Somme; c'est un village formé de plusieurs rues et mieux bâti que les pays voisins ».

### Communes limitrophes
| Belleuse Somme     | Monsures Somme    | Rogy Somme           |
| Lavacquerie        | Croissy-sur-Celle | Gouy-les-Groseillers |
| Fontaine-Bonneleau | Blancfossé        | Bonneuil-les-Eaux    |

### Hydrographie

#### Réseau hydrographique
La commune est située dans le bassin Artois-Picardie. Elle est drainée par la Selle ou Somme et la rivière la Celle,.
La Selle, d'une longueur de 39 km, prend sa source dans la commune de Catheux et se jette  dans la Somme canalisée à Amiens, après avoir traversé 16 communes.

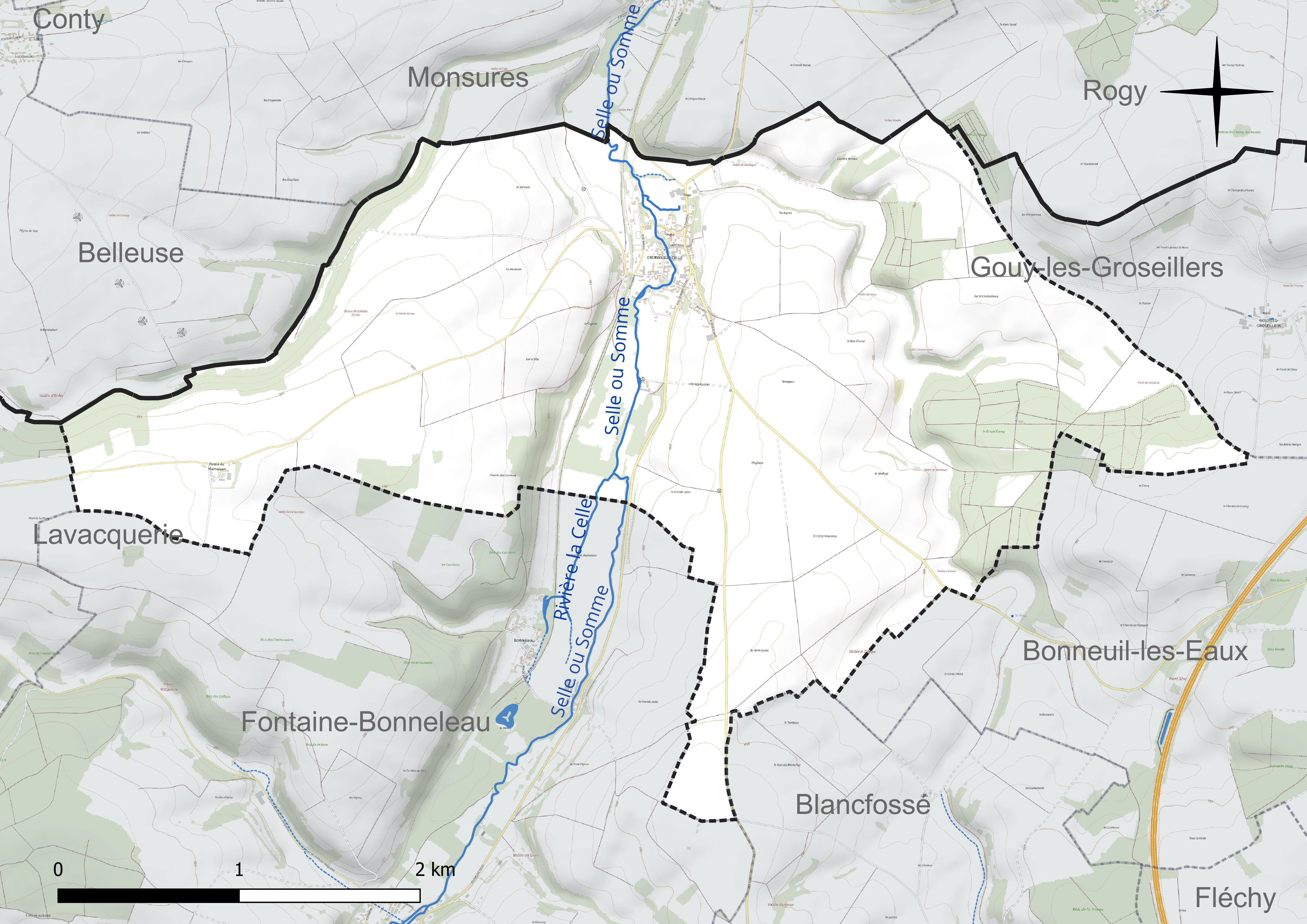
Réseau hydrographique de Croissy-sur-Celle.

#### Gestion et qualité des eaux
Le territoire communal est couvert par le schéma d'aménagement et de gestion des eaux (SAGE) « Sensée ». Ce document de planification concerne un territoire de 1 835 km2 de superficie, délimité par le bassin versant de la Somme canalisée. Le périmètre a été arrêté le 29 avril 2010 et le SAGE proprement dit a été approuvé le 6 août 2019. La structure porteuse de l'élaboration et de la mise en œuvre est le syndicat mixte d'aménagement hydraulique du bassin versant de la Somme (AMEVA).
La qualité des cours d'eau peut être consultée sur un site dédié géré par les agences de l'eau et l'Agence française pour la biodiversité.

### Climat
Pour des articles plus généraux, voir Climat des Hauts-de-France et Climat de l'Oise.
En 2010, le climat de la commune est de type climat océanique dégradé des plaines du Centre et du Nord, selon une étude du CNRS s'appuyant sur une série de données couvrant la période 1971-2000. En 2020, Météo-France publie une typologie des climats de la France métropolitaine dans laquelle la commune est exposée à un climat océanique et est dans la région climatique Nord-est du bassin Parisien, caractérisée par un ensoleillement médiocre, une pluviométrie moyenne régulièrement répartie au cours de l'année et un hiver froid (3 °C).
Pour la période 1971-2000, la température annuelle moyenne est de 10,5 °C, avec une amplitude thermique annuelle de 13,8 °C. Le cumul annuel moyen de précipitations est de 727 mm, avec 11,6 jours de précipitations en janvier et 8,3 jours en juillet. Pour la période 1991-2020, la température moyenne annuelle observée sur la station météorologique la plus proche, située sur la commune de Rouvroy-les-Merles à 15 km à vol d'oiseau, est de 10,7 °C et le cumul annuel moyen de précipitations est de 647,9 mm,. Pour l'avenir, les paramètres climatiques de la commune estimés pour 2050 selon différents scénarios d'émission de gaz à effet de serre sont consultables sur un site dédié publié par Météo-France en novembre 2022.

## Urbanisme

### Typologie
Au 1er janvier 2024, Croissy-sur-Celle est catégorisée commune rurale à habitat dispersé, selon la nouvelle grille communale de densité à sept niveaux définie par l'Insee en 2022.
Elle est située hors unité urbaine. Par ailleurs la commune fait partie de l'aire d'attraction d'Amiens, dont elle est une commune de la couronne,. Cette aire, qui regroupe 369 communes, est catégorisée dans les aires de 200 000 à moins de 700 000 habitants,.

### Occupation des sols
L'occupation des sols de la commune, telle qu'elle ressort de la base de données européenne d'occupation biophysique des sols Corine Land Cover (CLC), est marquée par l'importance des territoires agricoles (78,6 % en 2018), une proportion sensiblement équivalente à celle de 1990 (78,9 %). La répartition détaillée en 2018 est la suivante : 
terres arables (74,3 %), forêts (18,8 %), prairies (3,9 %), zones urbanisées (2,6 %), zones agricoles hétérogènes (0,4 %). L'évolution de l'occupation des sols de la commune et de ses infrastructures peut être observée sur les différentes représentations cartographiques du territoire : la carte de Cassini (XVIIIe siècle), la carte d'état-major (1820-1866) et les cartes ou photos aériennes de l'IGN pour la période actuelle (1950 à aujourd'hui).

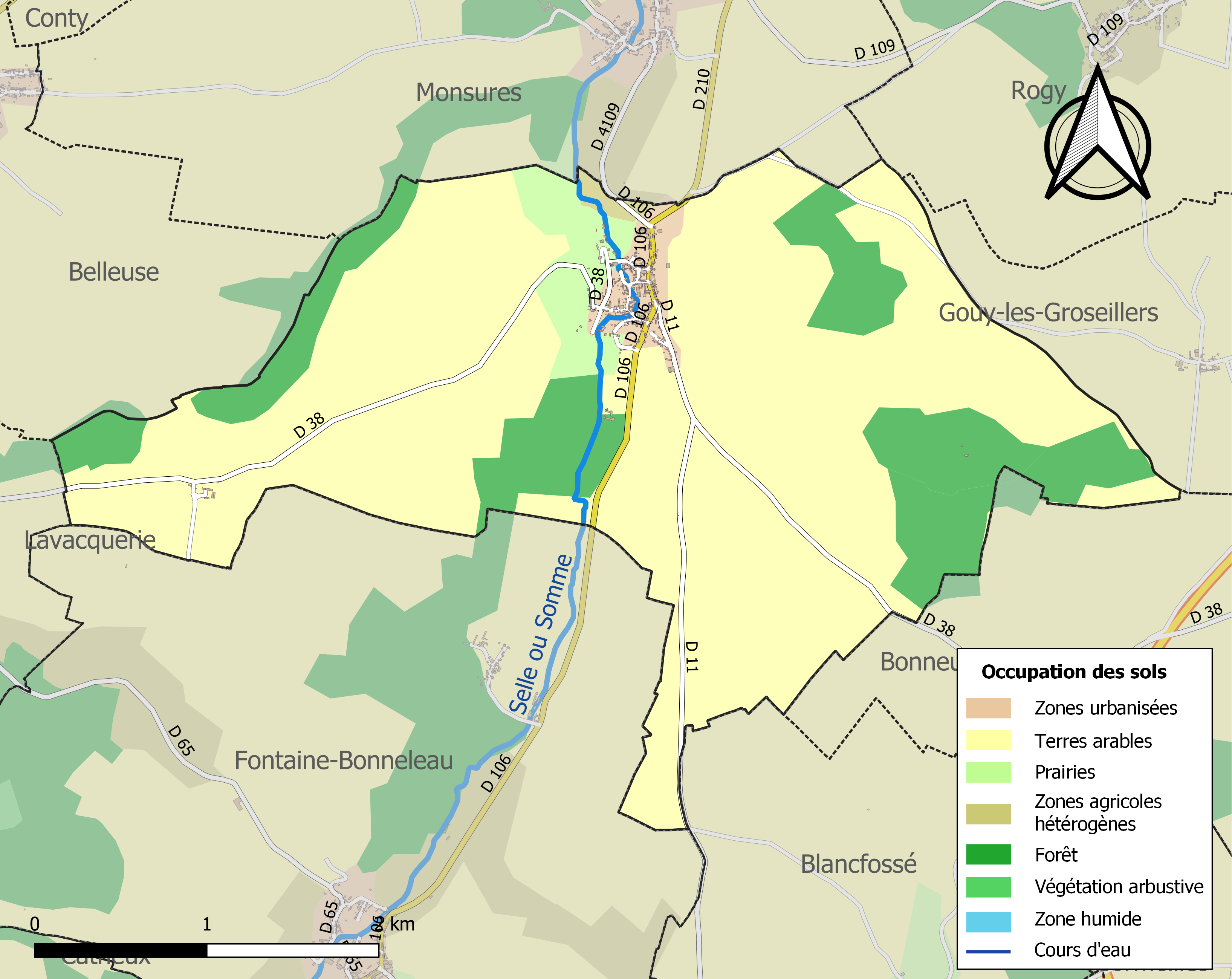
Carte des infrastructures et de l'occupation des sols de la commune en 2018 (CLC).

### Lieux-dits, hameaux et écarts
La commune compte un écart, la ferme de la Malmaison, située à 3 km sur la route de Lavacquerie,

### Habitat et logement
En 2018, le nombre total de logements dans la commune était de 117, alors qu'il était de 118 en 2013 et de 113 en 2008.
Parmi ces logements, 84,4 % étaient des résidences principales, 8,7 % des résidences secondaires et 6,9 % des logements vacants. Ces logements étaient pour 100 % d'entre eux des maisons individuelles et pour 0 % des appartements.
Le tableau ci-dessous présente la typologie des logements à Croissy-sur-Celle en 2018 en comparaison avec celle de l'Oise et de la France entière. Une caractéristique marquante du parc de logements est ainsi une proportion de résidences secondaires et logements occasionnels (8,7 %) supérieure à celle du département (2,5 %) et à celle de la France entière (9,7 %). Concernant le statut d'occupation de ces logements, 89,1 % des habitants de la commune sont propriétaires de leur logement (89,9 % en 2013), contre 61,4 % pour l'Oise et 57,5 pour la France entière.
| Typologie                                               | Croissy-sur-Celle | Oise | France entière |
| ------------------------------------------------------- | ----------------- | ---- | -------------- |
| Résidences principales (en %)                           | 84,4              | 90,4 | 82,1           |
| Résidences secondaires et logements occasionnels (en %) | 8,7               | 2,5  | 9,7            |
| Logements vacants (en %)                                | 6,9               | 7,1  | 8,2            |

### Voies de communication et transports
Depuis la fermeture de la ligne SNCF reliant Beauvais à Amiens, le village n'est plus desservi que par des cars. En 2023, les lignes 616 et 6109 du réseau interurbain de l'Oise ainsi que la ligne no 729 (Crévecœur-le-Grand - Conty - Amiens) du réseau interurbain Trans'80 desservent la commune.
Le village est traversé par le sentier de grande randonnée GR 125, qui relie La Cressonnière (Val-d'Oise) à Saint-Valery-sur-Somme.

## Toponymie
Le nom de la localité est attesté sous les formes Crossiacum (851) ; Crissiacum alodium in pago Ambienensi super fluvium Selloe (1034) ; major de Crissi (1191) ; Croicy (vers 1570) ; Croissy (1836) ; Croissy sur Selle (1931) ; Croissy-sur-Celle (1946).

Voir Croissy-sur-Seine.
La Selle ou Celle est une rivière de la région Hauts-de-France, dans les départements de l'Oise et de la Somme, affluent, en rive gauche, de la Somme.

## Histoire
Celon certains, Croissy-sur-Celle pourrait être le Curmiliaca de l'itinéraire d'Antonin.
La ferme de la Malmaison serait une ancienne maladrerie de Croissy, qui aurait également eu une léproserie.
D'anciennes muches sont mentionnée en 1836 sous le nom de Fort. Elles servaient sans doute à protéger les habitants lors des troubles et des guerres.
En 1836, Croissy dispose de trois moulins à eau et de carrières. À cette époque, l'activité économique du village est consacrée à la fabrication de bonneterie et des étoffes de laine.
La commune dispose de 1876 à 1939 d'une gare sur la ligne Beauvais - Amiens.
La commune était située en zone blanche. Deux pylones de téléphonie mobile ont été mis en service en 2019 par  le syndicat mixte Oise très haut débit (SMOTHD) afin de permettre aux habitants d'être connectés au réseau mobile.

### Circonscriptions d'ancien régime
Circonscriptions religieuses sous l'Ancien Régime : 
Paroisse : Saint-Léger •
Doyenné : Conty • 
Archidiaconé : Amiens • 
Diocèse : Amiens.
Circonscriptions administratives sous l'Ancien Régime : 
Intendance (1789) : Amiens • 
Élection (1789) : Amiens • 
Grenier à sel (1789) : Grandvilliers • 
Coutume : Amiens • 
Parlement :  Paris  • 
Bailliage : Amiens
Prévôté : Prévôté royale du Beauvaisis • 
Gouvernement : Picardie.

## Politique et administration

### Rattachements administratifs et électoraux
La commune se trouve dans l'arrondissement de Beauvais du département de l'Oise. Pour l'élection des députés, elle fait partie de la première circonscription de l'Oise.
Elle faisait partie depuis 1801 du canton de Crèvecœur-le-Grand. Dans le cadre du redécoupage cantonal de 2014 en France, la commune rejoint le canton de Saint-Just-en-Chaussée.

### Intercommunalité
La commune faisait partie de la communauté de communes de Crèvecœur-le-Grand Pays Picard A16 Haute Vallée de la Celle créée fin 1992.
Dans le cadre des dispositions de la loi portant nouvelle organisation territoriale de la République (Loi NOTRe) du 7 août 2015, qui prévoit que les établissements publics de coopération intercommunale (EPCI) à fiscalité propre doivent avoir un minimum de 15 000 habitants, le préfet de l'Oise a publié en octobre 2015 un projet de nouveau schéma départemental de coopération intercommunale, qui prévoit la fusion de plusieurs intercommunalités, et notamment celle de Crèvecœur-le-Grand (CCC) et celle des Vallées de la Brèche et de la Noye (CCVBN), soit une intercommunalité de 61 communes pour une population totale de 27 196 habitants.
Après avis favorable de la majorité des conseils communautaires et municipaux concernés, cette intercommunalité dénommée communauté de communes de l'Oise picarde et dont la commune est désormais membre, est créée au 1er janvier 2017.

### Liste des maires
| Période                                  | Période                       | Identité          | Étiquette | Qualité      |
| ---------------------------------------- | ----------------------------- | ----------------- | --------- | ------------ |
| Les données manquantes sont à compléter. |                               |                   |           |              |
| mars 2001                                | mai 2020                      | Yvette Parmentier |           | Agricultrice |
| mai 2020                                 | En cours (au 2 décembre 2021) | Marc Cagnard      |           |              |

## Équipements et services publics
Les enfants de la commune sont scolarisés avec ceux de Catheux, Doméliers et de Fontaine-Bonneleau dans le cadre d'un regroupement pédagogique intercommunal. A Croissy, les élèves de grande section de maternelle, CP et CE1 sont accueillis dans la mairie-école, où une salle de cours est aménagée avec un espace informatique, ainsi qu'une salle indépendante pour les activités annexes, un espace réservé aux activités sportives...
La commune a aménagé sa salle des fêtes, dénommée salle Marcel-Dassault, dans l'ancienne halle à marchandises de la gare désaffectée.

## Population et société

### Démographie

#### Évolution démographique
L'évolution du nombre d'habitants est connue à travers les recensements de la population effectués dans la commune depuis 1793. Pour les communes de moins de 10 000 habitants, une enquête de recensement portant sur toute la population est réalisée tous les cinq ans, les populations de référence des années intermédiaires étant quant à elles estimées par interpolation ou extrapolation. Pour la commune, le premier recensement exhaustif entrant dans le cadre du nouveau dispositif a été réalisé en 2006.

En 2022, la commune comptait 234 habitants, en évolution de −12,36 % par rapport à 2016 (Oise : +0,87 %, France hors Mayotte : +2,11 %).
| 1793 | 1800 | 1806 | 1821 | 1831 | 1836 | 1841 | 1846 | 1851 |
| ---- | ---- | ---- | ---- | ---- | ---- | ---- | ---- | ---- |
| 467  | 445  | 502  | 483  | 557  | 581  | 553  | 566  | 537  |

| 1856 | 1861 | 1866 | 1872 | 1876 | 1881 | 1886 | 1891 | 1896 |
| ---- | ---- | ---- | ---- | ---- | ---- | ---- | ---- | ---- |
| 550  | 503  | 511  | 469  | 436  | 383  | 381  | 405  | 403  |

| 1901 | 1906 | 1911 | 1921 | 1926 | 1931 | 1936 | 1946 | 1954 |
| ---- | ---- | ---- | ---- | ---- | ---- | ---- | ---- | ---- |
| 402  | 357  | 340  | 338  | 333  | 313  | 294  | 297  | 272  |

| 1962 | 1968 | 1975 | 1982 | 1990 | 1999 | 2006 | 2011 | 2016 |
| ---- | ---- | ---- | ---- | ---- | ---- | ---- | ---- | ---- |
| 250  | 258  | 221  | 189  | 203  | 229  | 241  | 289  | 267  |

| 2021 | 2022 | - | - | - | - | - | - | - |
| ---- | ---- | - | - | - | - | - | - | - |
| 241  | 234  | - | - | - | - | - | - | - |

#### Pyramide des âges
La population de la commune est relativement jeune.
En 2018, le taux de personnes d'un âge inférieur à 30 ans s'élève à 34,5 %, soit en dessous de la moyenne départementale (37,3 %). À l'inverse, le taux de personnes d'âge supérieur à 60 ans est de 20,2 % la même année, alors qu'il est de 22,8 % au niveau départemental.
En 2018, la commune comptait 138 hommes pour 123 femmes, soit un taux de 52,87 % d'hommes, largement supérieur au taux départemental (48,89 %).
Les pyramides des âges de la commune et du département s'établissent comme suit.
| Hommes | Classe d’âge | Femmes |
| ------ | ------------ | ------ |
| 0,0    | 90 ou +      | 0,8    |
| 7,8    | 75-89 ans    | 6,3    |
| 12,8   | 60-74 ans    | 12,7   |
| 25,5   | 45-59 ans    | 19,0   |
| 17,7   | 30-44 ans    | 28,6   |
| 17,0   | 15-29 ans    | 15,1   |
| 19,1   | 0-14 ans     | 17,5   |

| Hommes | Classe d’âge | Femmes |
| ------ | ------------ | ------ |
| 0,5    | 90 ou +      | 1,4    |
| 5,5    | 75-89 ans    | 7,6    |
| 15,6   | 60-74 ans    | 16,3   |
| 20,8   | 45-59 ans    | 20     |
| 19,4   | 30-44 ans    | 19,4   |
| 17,6   | 15-29 ans    | 16,2   |
| 20,6   | 0-14 ans     | 19,1   |

### Enseignement
Les enfants de la commune sont scolarisés au sein d'un regroupement pédagogique intercommunal qui regroupe Croissy-sur-Celle, Doméliers, Fontaine-Bonneleau et Catheux.

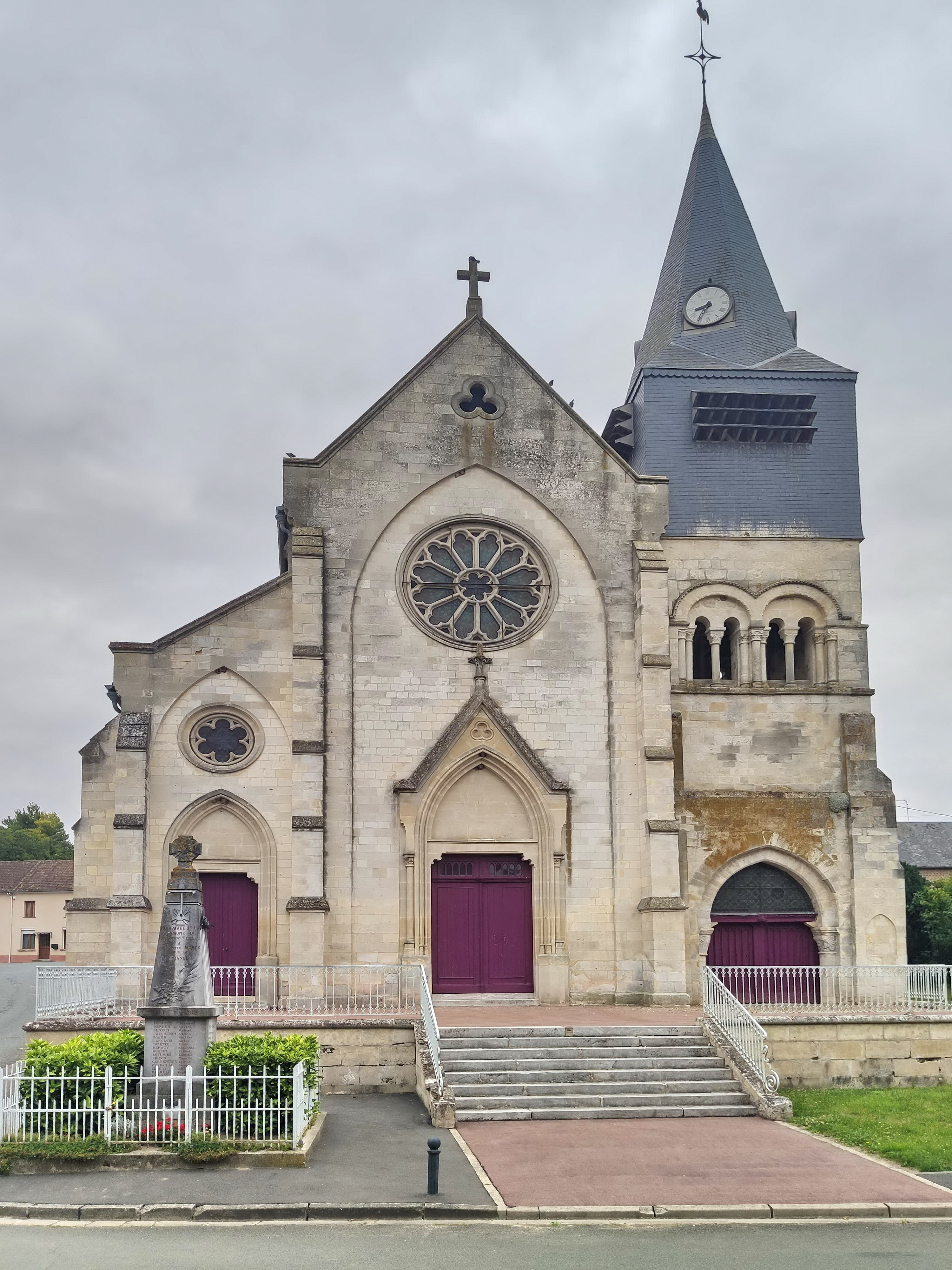
L'église Saint-Léger

## Culture locale et patrimoine

### Lieux et monuments
- L'Église Saint-Léger[37] : façade et clocher roman du XIIe siècle, statue gothique en bois surmontant la porte et représentant saint Léger[38], et fonts baptismaux en pierre de 1551[39] 
Les piliers du clocher sont sculptés, que ce soit autour du porche ou dans la galerie du 1er étage

L'église Saint-Léger
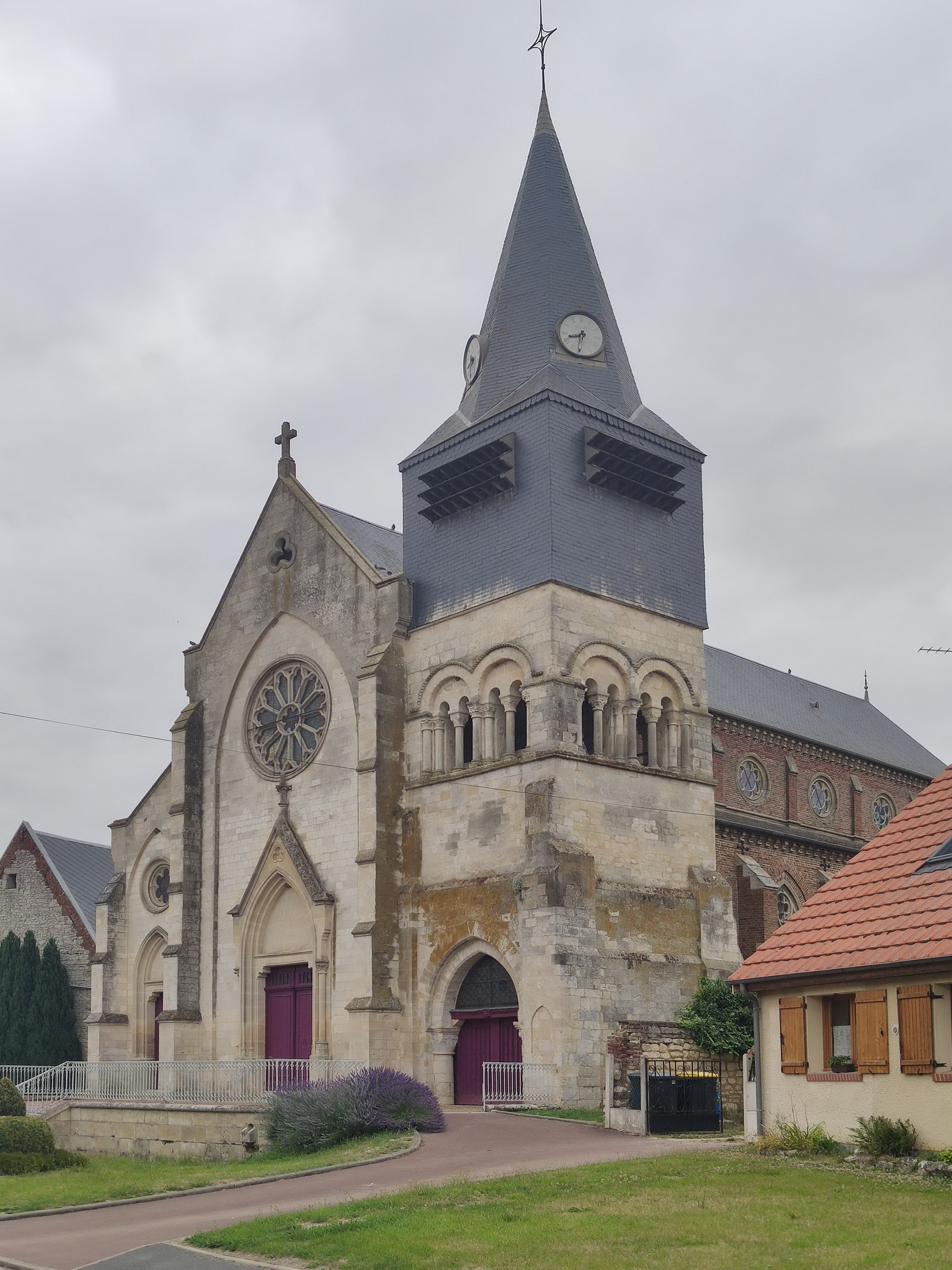
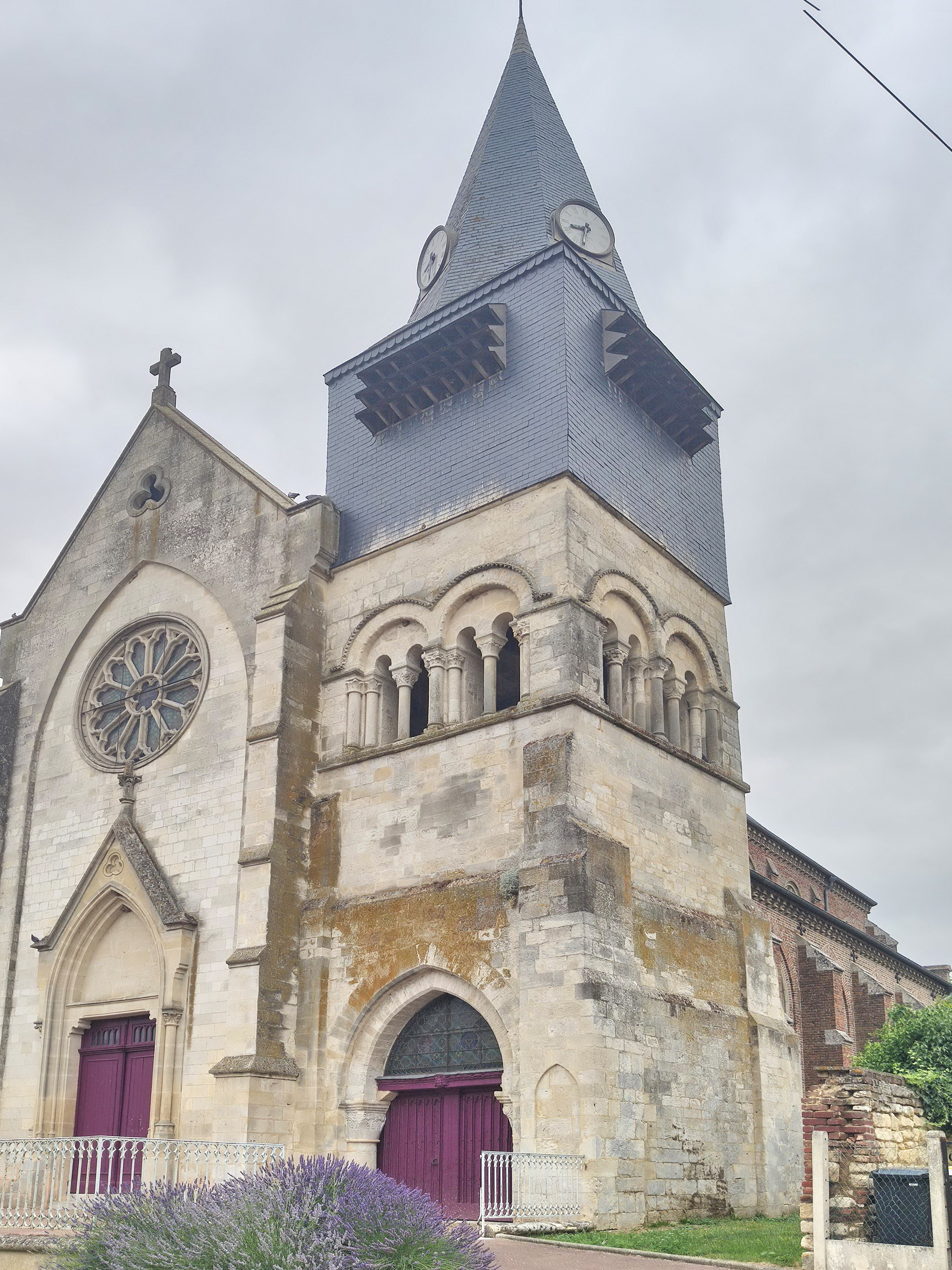
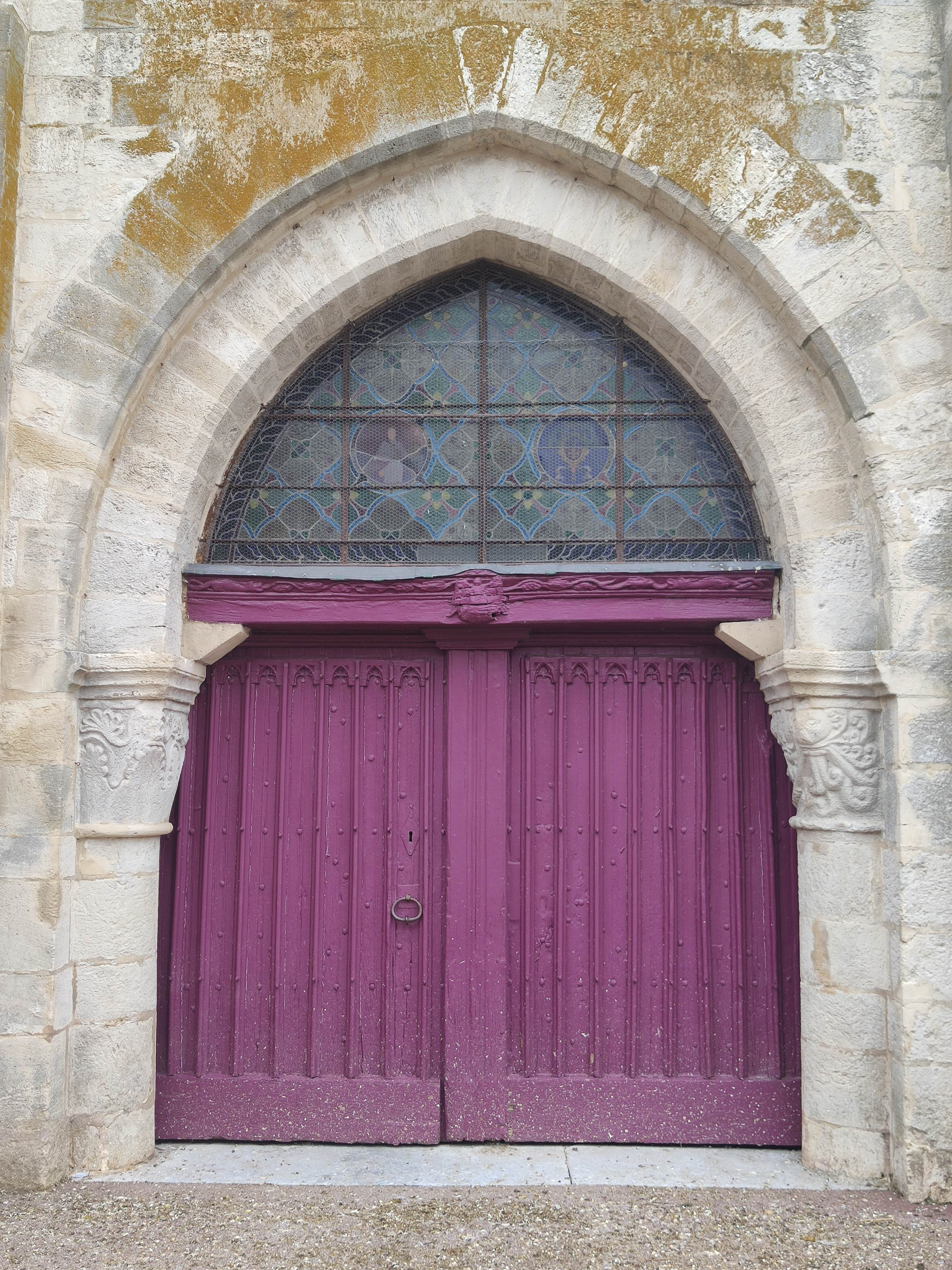
Portail du clocher
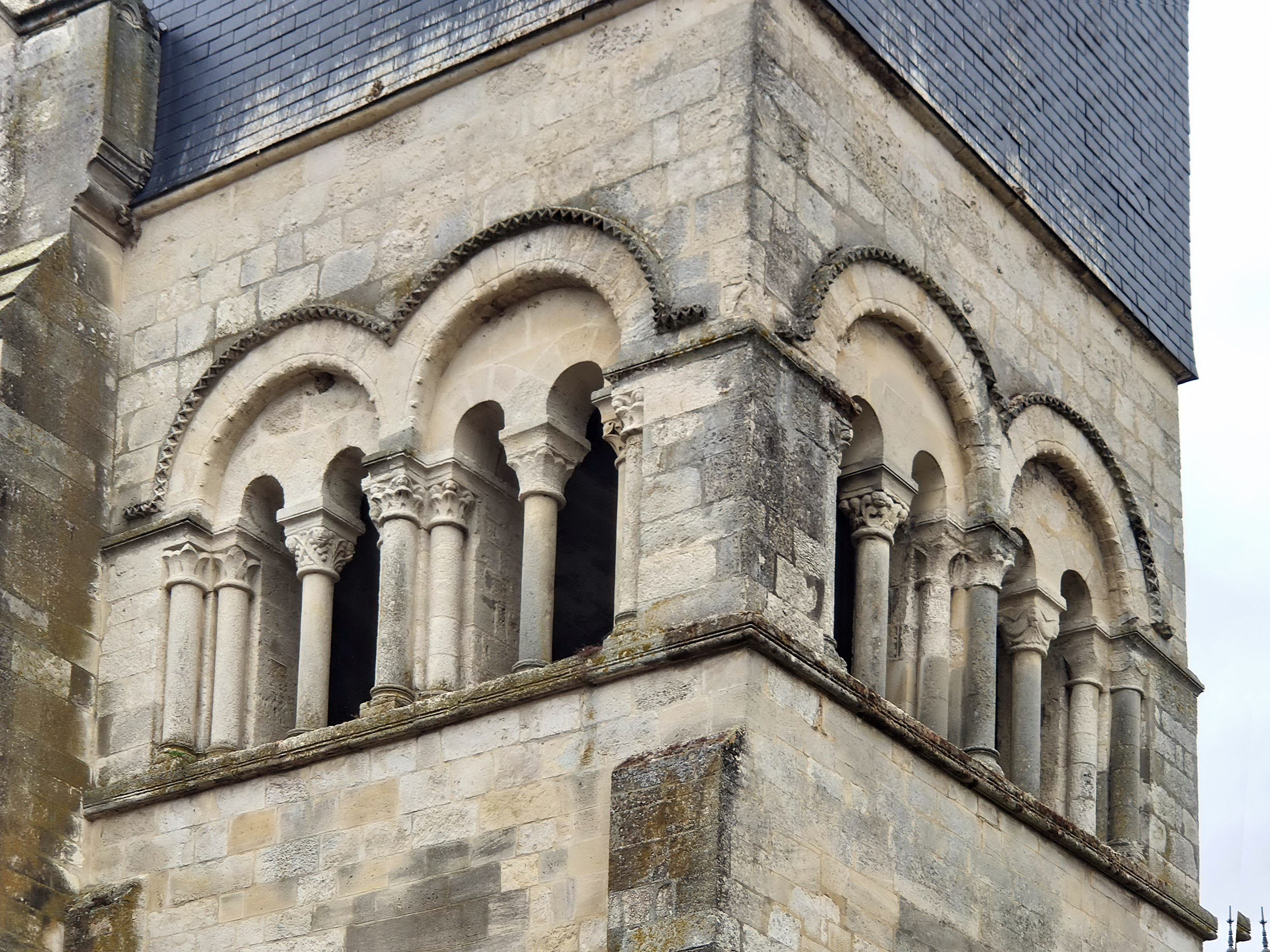
Détail de la galerie du clocher
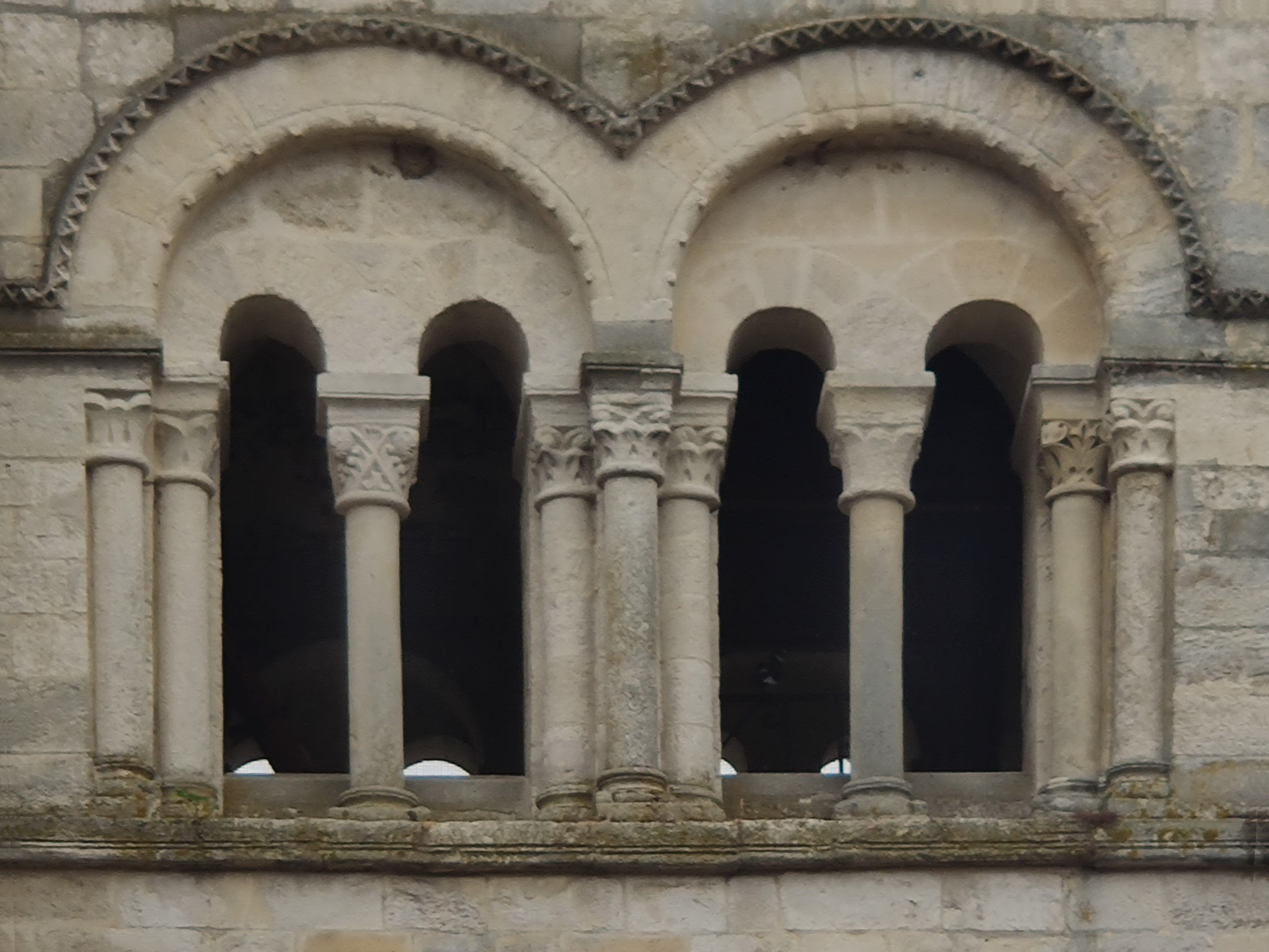

- La mairie-école, face à l'église, construite en brique à la fin du XIXe siècle[40]
- La maison du Chapitre, ancien presbytère qui dépendait du chapitre de la cathédrale d'Amiens. Certains éléments datent du XVe siècle[41] .
- Anciens moulin aux Moines (dans le village) et moulin des Prés (en amont du village)
- La Coulée verte, promenade piétonne sur la plate-forme de l'ancienne ligne de chemin de fer Beauvais - Amiens, déclassée en 1972. Elle est agrémentée d'un sentier botanique et de boucles de randonnées pour les cyclistes. et est connectée avec le GR 125
- D'anciennes muches, aujourd'hui bouchés, dénommées Le fort[42].

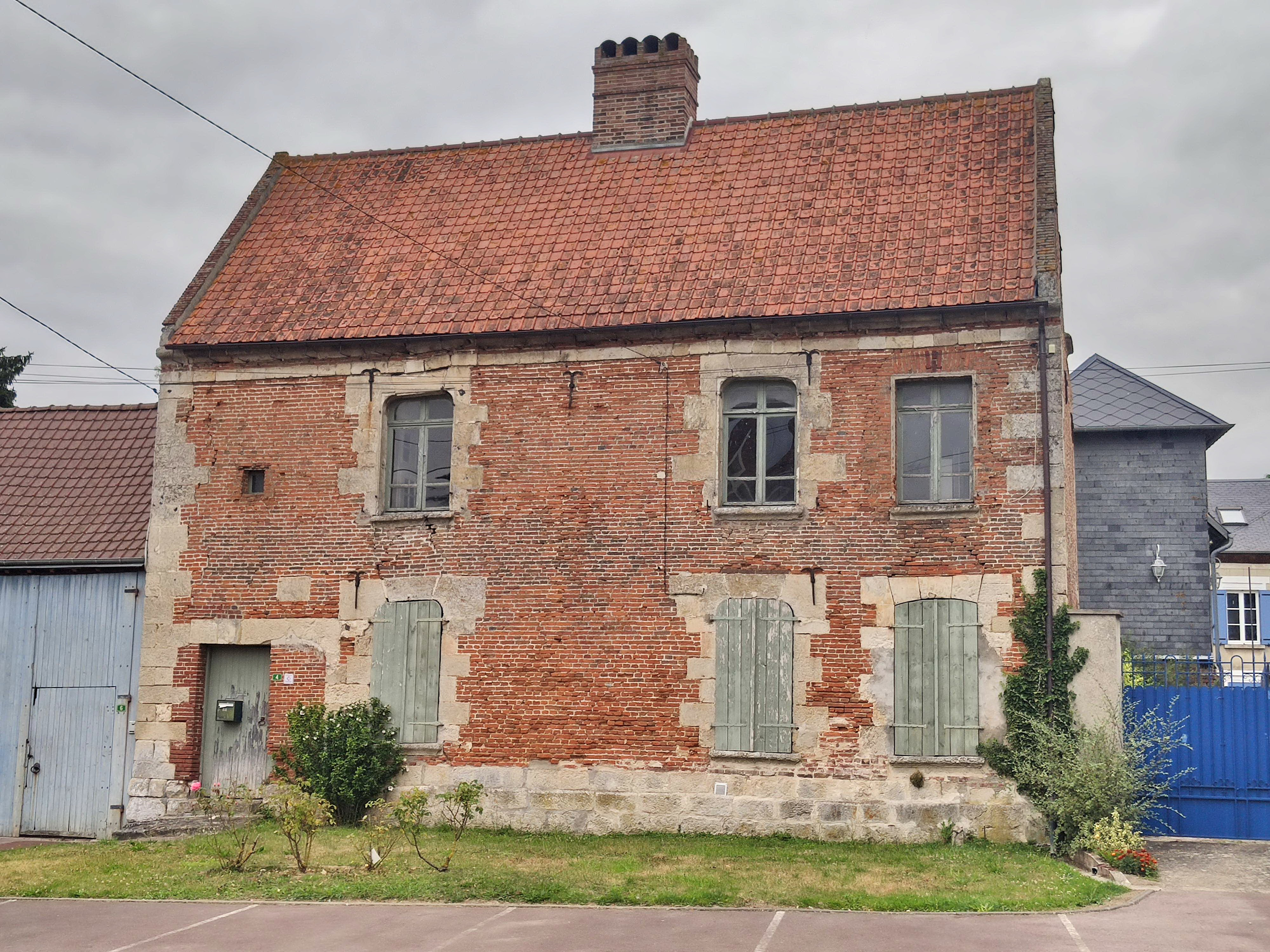
La Maison du Chapitre
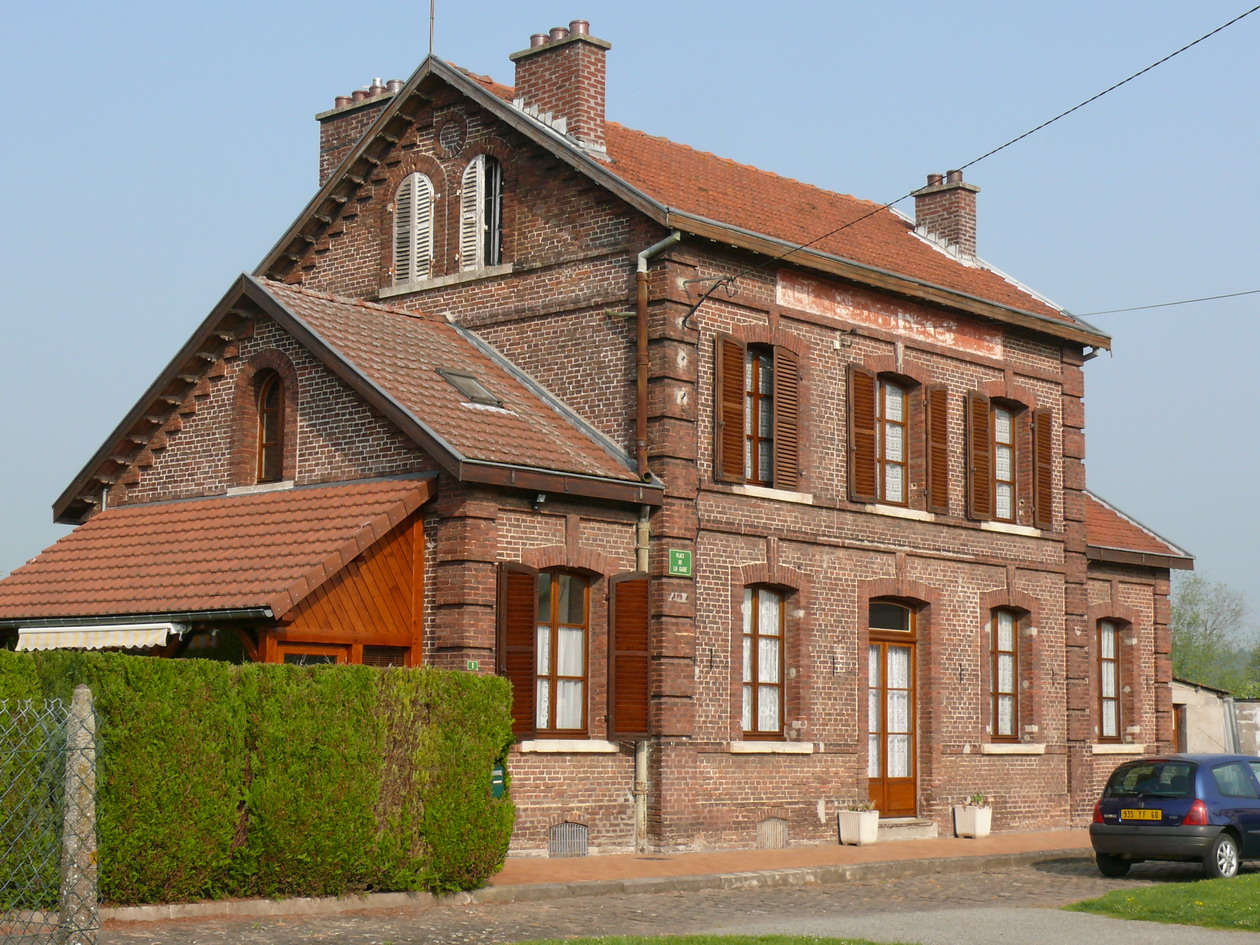
L'ancienne gare
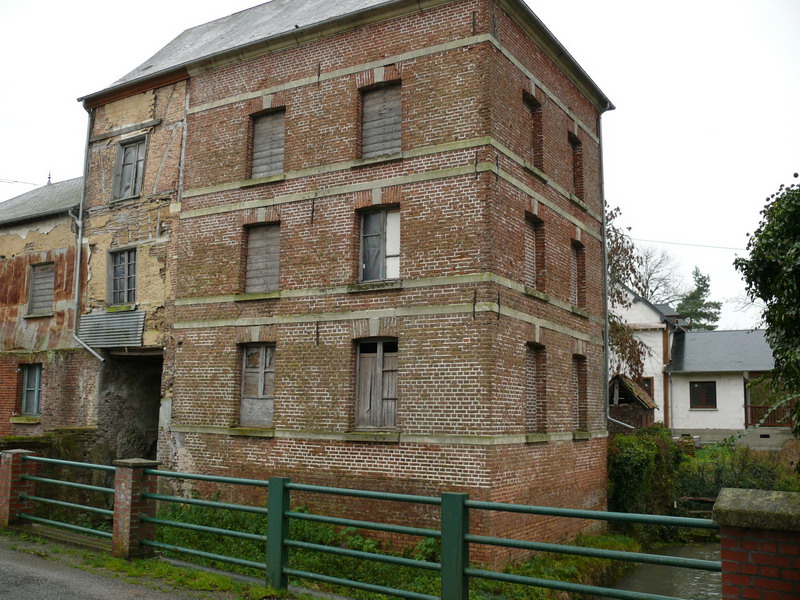
Le moulin aux Moines.
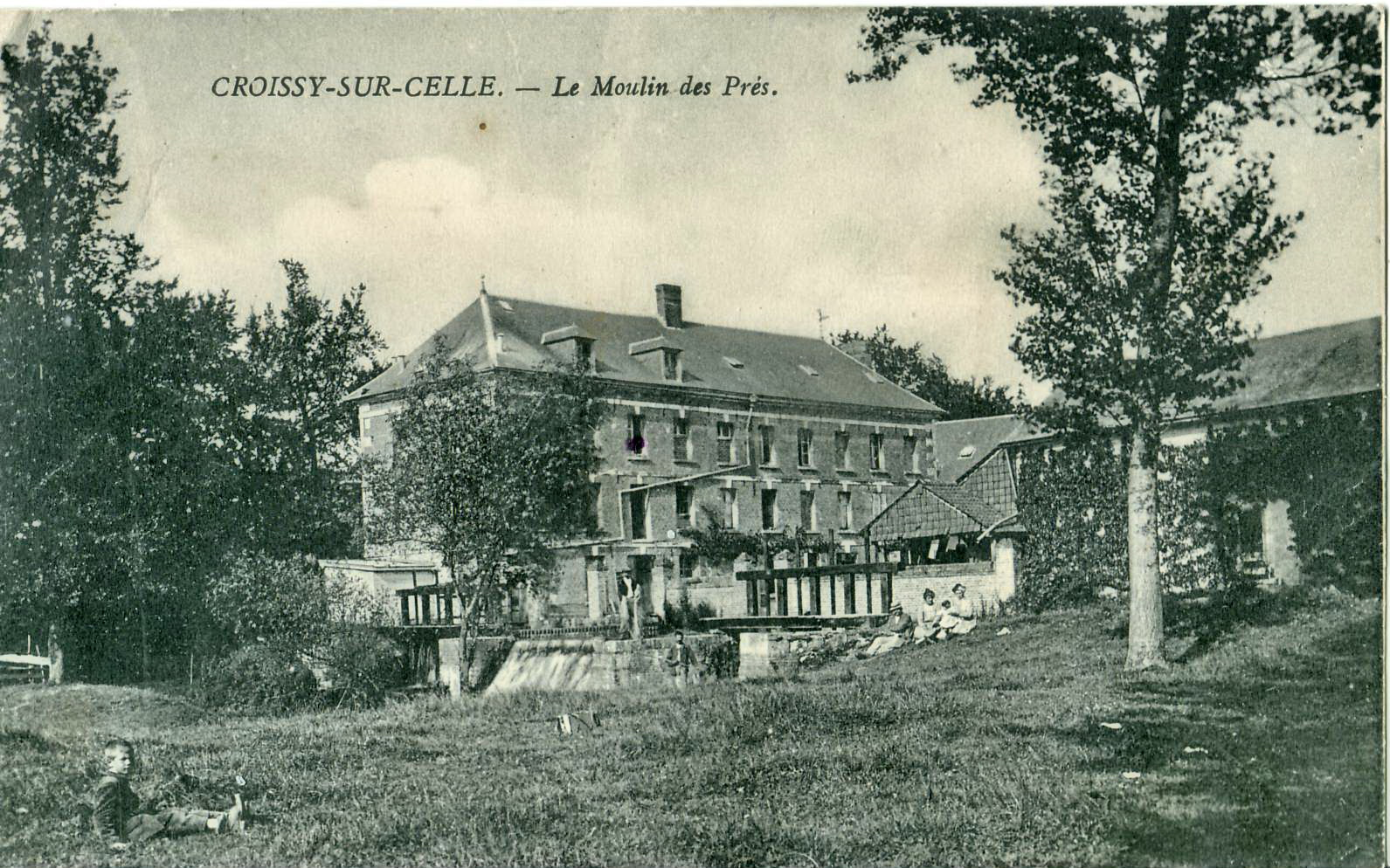
Le moulin des Prés.
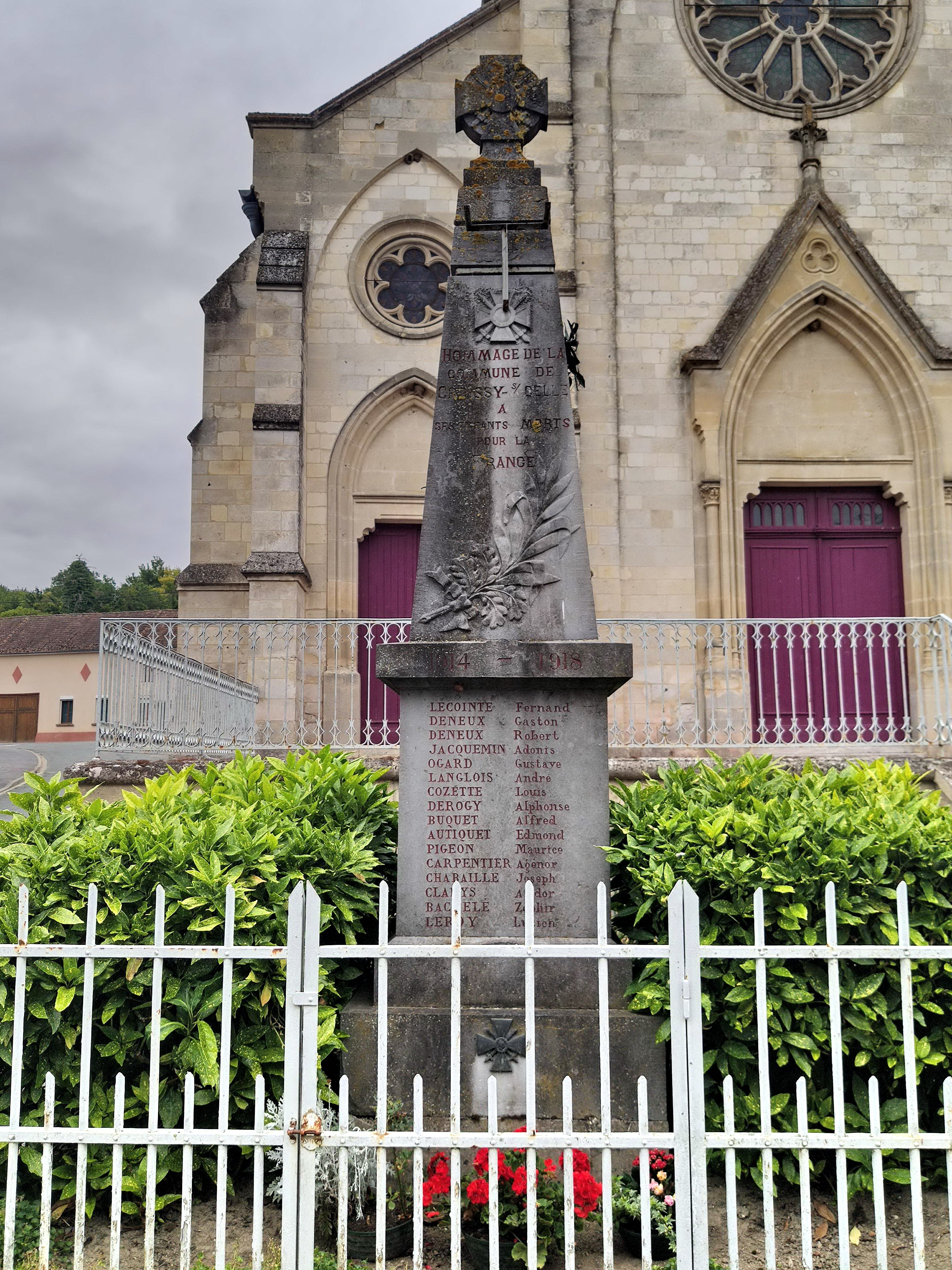
Monument aux morts